# リード・ブリニヤク
リード・マイケル・ブリニヤク（Reid Michael Brignac, 1986年1月16日 - ）は、アメリカ合衆国・ルイジアナ州アセンション郡セントアマント出身の元プロ野球選手（内野手）。右投左打。

## 経歴

### プロ入りとレイズ時代
2004年のMLBドラフト2巡目（全体45位）でタンパベイ・デビルレイズに入団。
2007年には「ベースボール・アメリカ」誌から、マイナー全体で17位の有望株に選ばれた。
2008年7月4日のカンザスシティ・ロイヤルズ戦でメジャーデビューを果たした。
2010年は主に二塁手と遊撃手のポジションで自己最多の113試合に出場。
2011年は打撃不振に陥り、デズモンド・ジェニングスの昇格に伴い、7月22日にAAA級ダーラム・ブルズへ降格した。ジャスティン・ルジアーノの故障者リスト入りにより、8月11日に再昇格するも、打撃は最後まで低調なままで打率.193、OPS.448という目を覆う結果に終わった。

### ロッキーズ時代
2013年1月14日に金銭トレードで、コロラド・ロッキーズへ移籍した。5月16日にDFAとなった。

### ヤンキース時代
2013年5月18日に金銭トレードで、ニューヨーク・ヤンキースへ移籍した。6月21日にDFAとなり、6月25日にFAとなった。27日にロッキーズにマイナー契約で復帰した。ロッキーズへ復帰後はメジャー出場は無かった。

### フィリーズ時代
2013年11月19日にフィラデルフィア・フィリーズとマイナー契約を結んだ。
2014年5月9日にフィリーズとメジャー契約を結んだ。オフの10月にFAとなった。

### マーリンズ時代
2014年12月6日にマイアミ・マーリンズとマイナー契約を結んだ。
2015年、開幕を傘下のAAA級ニューオーリンズ・ゼファーズで迎え、4月13日に昇格したが、5月8日にDFAとなった。その後はAAA級ニューオーリンズでプレーし、オフの10月5日にFAとなった。

### ブレーブス時代
2015年11月5日にアトランタ・ブレーブスとマイナー契約を結んだ。
2016年の開幕は傘下のAAA級グウィネット・ブレーブスで迎えたが、5月2日にメジャー契約を結んで25人枠入りした。5月27日にDFAとなり、30日に40人枠を外れる形でAAA級グウィネットへ配属された。10月3日にFAとなった。

### ブレーブス退団後
2016年12月9日にヒューストン・アストロズとマイナー契約を結び、翌年のスプリングトレーニングに招待選手として参加することになった。
2017年はアストロズ傘下AA級フレズノ・グリズリーズで110試合に出場し、打率.251、13本塁打、52打点の成績を残したが、オフの11月6日にFAとなった。
2018年1月31日にワシントン・ナショナルズとマイナー契約を結び、スプリングトレーニングに招待選手として参加していたが、3月24日に自由契約となった。4月21日に独立リーグ・アトランティックリーグのニューブリテン・ビーズと契約した。7月に現役引退を表明し退団した。

### 現役引退後
2020年よりニューヨーク・メッツ傘下A級コロンビア・ファイヤーフライズの監督に就任したが、新型コロナウイルスの感染拡大によりマイナーリーグが開催されなかったため、実際に指揮を執ることなく退団した。2021年はメッツ傘下A-級セントルーシー・メッツの監督を務めた。
2022年よりメッツ傘下AA級ビンガムトン・ランブルポニーズの監督に就任。

## 詳細情報

### 年度別打撃成績
| 年 度    | 球 団    | 試 合 | 打 席 | 打 数 | 得 点 | 安 打 | 二 塁 打 | 三 塁 打 | 本 塁 打 | 塁 打 | 打 点 | 盗 塁 | 盗 塁 死 | 犠 打 | 犠 飛 | 四 球 | 敬 遠 | 死 球 | 三 振 | 併 殺 打 | 打 率 | 出 塁 率 | 長 打 率 | O P S |
| -------- | -------- | ----- | ----- | ----- | ----- | ----- | -------- | -------- | -------- | ----- | ----- | ----- | -------- | ----- | ----- | ----- | ----- | ----- | ----- | -------- | ----- | -------- | -------- | ----- |
| 2008     | TB       | 4     | 11    | 10    | 1     | 0     | 0        | 0        | 0        | 0     | 0     | 0     | 0        | 0     | 0     | 1     | 0     | 0     | 5     | 0        | .000  | .091     | .000     | .091  |
| 2009     | TB       | 31    | 93    | 90    | 10    | 25    | 8        | 2        | 1        | 40    | 6     | 2     | 2        | 0     | 0     | 3     | 0     | 0     | 20    | 1        | .278  | .301     | .444     | .746  |
| 2010     | TB       | 113   | 326   | 301   | 39    | 77    | 13       | 1        | 8        | 116   | 45    | 3     | 3        | 0     | 2     | 20    | 3     | 3     | 77    | 6        | .256  | .307     | .385     | .692  |
| 2011     | TB       | 92    | 264   | 249   | 18    | 48    | 4        | 0        | 1        | 55    | 15    | 3     | 1        | 4     | 0     | 10    | 1     | 1     | 63    | 2        | .193  | .227     | .221     | .448  |
| 2012     | TB       | 16    | 22    | 21    | 1     | 2     | 0        | 0        | 0        | 2     | 1     | 0     | 0        | 0     | 0     | 1     | 0     | 0     | 5     | 0        | .095  | .136     | .095     | .232  |
| 2013     | COL      | 29    | 53    | 48    | 4     | 12    | 3        | 0        | 1        | 18    | 6     | 0     | 0        | 2     | 0     | 3     | 1     | 0     | 13    | 3        | .250  | .294     | .375     | .669  |
| 2013     | NYY      | 17    | 45    | 44    | 1     | 5     | 1        | 0        | 0        | 6     | 0     | 0     | 0        | 0     | 0     | 1     | 0     | 0     | 17    | 3        | .114  | .133     | .136     | .269  |
| '13計    | NYY      | 46    | 98    | 92    | 5     | 17    | 4        | 0        | 1        | 24    | 6     | 0     | 0        | 2     | 0     | 4     | 1     | 0     | 30    | 6        | .185  | .219     | .261     | .480  |
| 2014     | PHI      | 37    | 91    | 81    | 4     | 18    | 5        | 1        | 1        | 28    | 10    | 1     | 1        | 1     | 0     | 9     | 1     | 0     | 33    | 2        | .222  | .300     | .346     | .646  |
| 2015     | ATL      | 17    | 17    | 13    | 2     | 1     | 0        | 0        | 0        | 1     | 0     | 0     | 0        | 1     | 0     | 3     | 0     | 0     | 5     | 0        | .077  | .250     | .077     | .327  |
| 2016     | ATL      | 13    | 29    | 29    | 3     | 6     | 2        | 0        | 0        | 8     | 1     | 0     | 0        | 0     | 0     | 0     | 0     | 0     | 8     | 0        | .207  | .207     | .276     | .483  |
| MLB：9年 | MLB：9年 | 369   | 951   | 886   | 83    | 194   | 36       | 4        | 12       | 274   | 84    | 9     | 7        | 8     | 2     | 51    | 6     | 4     | 246   | 17       | .219  | .264     | .309     | .573  |

- 2017年度シーズン終了時

### 背番号
- 44（2008年）
- 15（2009年 - 2012年）
- 16（2013年 - 同年途中）
- 40（2013年途中 - 同年終了）
- 17（2014年）
- 12（2015年）
- 4（2016年）